# Тихомир Петровић (историчар књижевности)
Тихомир Боривоја Радославе Петровић рођен је у Бошњацу код Лесковца 1949. године. Студирао је и докторирао на Универзитету у Београду. Професор је књижевности на Педагошком факултету у Сомбору, Универзитета у Новом Саду. Објавио је књиге: Огледи и критике из књижевности и језика (1993), Велибор Глигорић о реализму (1993), Књижевни записи (1993), Историја српске књижевности за децу (2001), Књижевност за децу – теорија (2005), Реторика (2005), Говори и критике (2008), Увод у књижевност (2009). Члан је Удружења универзитетских професора и научника Србије, члан Удружења књижевника Србије, члан Удружења новинара Србије. Награђиван је за свој научни рад.

## Објављена дела
- „Дете и књижевност“ (1991)[1]
- „Велибор Глигорић о реализму“ (1993)[2]
- „Огледи и критике из књижевности и језика“ (1994)[3]
- „Змај и српска књижевност за децу“ (1997)[4]
- „Машта и игра“ (1998)[5]
- „Школски писци“ (1999)[6]
- „Српске песникиње за децу“ (1999)[7]
- „Књижевни записи“ (2000)[8]
- „Библиографија Момчила Златановића“ (2002)[9]
- „Цветник народне књижевности за децу“ (2002)[10]
- „Основна школа у Бошњацу“ (2003)[11]
- „Књижевни записи 2" (2003)[12]
- „Умеће говорења“ (2003)[13]
- „Књижевност за децу - теорија“ (2005)[14]
- „Антологија српске поезије за децу“ (2006)[15]
- „Реторика“ (2006)[16]
- „Тамно огледало“ (2007)[17]
- „Одјек речи“ (2007)[18]
- „Историја српске књижевности за децу“ (2008)[19]
- „Сценска уметност“ (2008)[20]
- „Увод у књижевност“ (2009)[21]